# Второе интервью Павла Дурова Такеру Карлсону
Второе интервью российского предпринимателя Павла Дурова американскому политическому обозревателю Такеру Карлсону было записано в августе 2024 года через несколько дней, когда Дуров во Франции был выпущен из тюремного заточения под залог в 5 миллионов евро. Премьера состоялась 9 июня 2025 года в социальных сетях журналиста и в потоковом сервисе Tucker Carlson Network. Интервью стало продолжением их первой встречи в апреле 2024 года и было посвящено аресту Дурова во Франции, обвинениям в его адрес, вопросам приватности в Telegram и политике Евросоюза в отношении шифрования.
Интервью было опубликовано на официальном YouTube-канале Карлсона и вызвало широкий общественный резонанс, особенно в контексте усиливающегося давления на технологические компании со стороны правительств разных стран. По состоянию на 19 июня 2025 года оно собрало 979 тысяч просмотров, 37 тысяч лайков и 5,5 тысяч комментариев.

## Предыстория
Первое интервью Дурова Карлсону состоялось в апреле 2024 года в штаб-квартире Telegram в Дубае. Тогда Дуров объяснил, что даёт интервью журналистам с разными политическими взглядами, чтобы оставаться нейтральным. Он рассказал о создании «ВКонтакте», давлении со стороны российских властей и принципах работы Telegram. 
24 августа 2024 года Дуров был задержан в аэропорту Парижа "Ле-Бурже" по обвинению в «соучастии в противоправной деятельности» из-за якобы неотвеченных запросов французских властей о пользователях Telegram. После четырёх дней в одиночной камере его отпустили под залог в 5 миллионов евро с запретом покидать Францию без разрешения.
Второе интервью, записанное год спустя, было сосредоточено на новых вызовах, с которыми столкнулся Дуров, включая уголовное преследование во Франции.

## Содержание

### Проблемы с французскими властями
Дуров сообщил, что уже девять месяцев находится во Франции в связи с расследованием, но до сих пор не понимает сути обвинений. Он сравнил ситуацию с попыткой арестовать Дональда Трампа за преступления отдельных американцев или Эмманюэля Макрона за ограбление в Тулузе. Дуров также выразил надежду, что арест не связан с его российским происхождением по прорусофобскими побуждениями. Он рассказал, что прилетел в Париж с туристическими целями, но был задержан в аэропорту. Его поместили в одиночную камеру площадью 7 м² без окон, с тонким матрасом и мигающим светом. Телефон у него отобрали, разрешив лишь один звонок помощнику. Сначала власти заявляли, что Telegram не отвечает на запросы, но выяснилось, что официальные запросы не отправлялись. Позже обвинения сместились в сторону того, что мессенджер якобы способствует преступной деятельности. Предпринимателю вменяли «соучастие» в преступлениях, совершённых пользователями Telegram, включая оборот наркотиков и мошенничество. Дуров назвал своё задержание «дружественным огнём» и подчеркнул, что компания тратит миллионы на юридическое соответствие требованиям разных стран. Он также описал условия содержания в центре временного содержания иностранных граждан: четыре дня в одиночной камере без окон, где он занимался отжиманиями, чтобы сохранить рассудок. Несмотря на условия, Дурову сделали исключение в питании — давали рыбу, так как он не ест мясо и фастфуд.
Это была комната семь квадратных метров. Бетонный блок без окон, кровать без белья, матрас как коврик для йоги.Павел Дуров
На момент интервью Дуров находился под судебным контролем и не мог покидать Францию без разрешения. Исключение делалось только для поездок в Дубай, где живут его дети.
Мне приходится быть здесь, не очень понимая почему. Я должен отвечать на вопросы раз в четыре месяца, а остальное время просто ждать.Павел Дуров
Расследование против него продолжается, и, по словам Дурова, если дело дойдёт до суда, процесс может затянуться на годы. Он выразил разочарование тем, что «свободная страна превратила его в заложника бюрократии», и также надеется, что ограничения на выезд снимут до конца 2025 года.

### Отношение к технологиям и безопасности, будущее Telegram
Основатель Telegram подтвердил, что не использует смартфон в повседневной жизни, так как не доверяет его безопасности. Для работы он предпочитает ноутбук или iPad. Он опасается шпионского ПО, такого как Pegasus, и считает, что государства могут получить доступ к данным пользователей через уязвимости в устройствах.
Также он заявил, что Telegram раскрывает данные пользователей (IP-адреса, номера телефонов) только по судебным запросам, но не предоставляет доступ к перепискам, поскольку сквозное шифрование технически исключает такую возможность. Мессенджер также продолжит развивать децентрализованные технологии, включая TON (The Open Network).

### Борьба ЕС против шифрования
Одной из ключевых тем стало регулирование мессенджеров в Евросоюзе. В 2024—2025 годах ЕС активно продвигал идею «запрета сквозного шифрования», аргументируя это борьбой с терроризмом и детской порнографией. Он раскритиковал эту инициативу ЕС, назвав её угрозой для приватности миллионов людей. Основными тезисами предприниматель назвал:
1. Telegram технически не может предоставить доступ к перепискам из-за шифрования;
2. Любые «лазейки» для властей создадут уязвимости для хакеров (в том числе использование VPN-сервисов);
3. Запрет шифрования превратит интернет в инструмент тотальной слежки.

Дуров также сравнил политику ЕС с методами СССР, отметив, что «свободные общества могут деградировать в несвободные», процитировав слова латышского пограничника о схожести двух организаций. Он также добавил, что если какая-то страна потребует доступ к перепискам, Telegram прекратит там работу.
ЕС повторяет ошибки СССР. Вместо того чтобы защищать свободу, они строят цифровой железный занавес.Павел Дуров

### Философия свободы и нейтралитета
Дуров повторил, что его главный приоритет — личная свобода, что объясняет его отказ от владения недвижимостью, яхтами или самолётами. Он также подчеркнул, что Telegram стремится оставаться нейтральной платформой, избегая альянсов с крупными геополитическими игроками.

## Реакция

### Франция
Французские медиа, включая крупные издания, полностью проигнорировали интервью. Дуров отметил, что ни одна французская газета не упомянула беседу, несмотря на ее широкое освещение в других странах. При этом он раскритиковал газету Le Monde за публикацию 40 негативных статей о Telegram после его ареста и исследование пиратского контента в мессенджере, что, по его мнению, свидетельствует о предвзятости.

## Примечание
1. 1 2 3 4 5 6  Павел Дуров снова дал интервью Такеру Карлсону. РБК (9 июня 2025). Дата обращения: 19 июня 2025. Архивировано 10 июня 2025 года.
2. 1 2 3 4 5  Павел Дуров не понимает, в чем его обвиняют во Франции. И не пользуется телефоном Основатель Telegram дал второе интервью Такеру Карлсону. Пересказываем его максимально коротко. Meduza (9 июня 2025). Дата обращения: 19 июня 2025. Архивировано 11 июня 2025 года.
3. ↑  Tucker Carlson. Telegram Founder Pavel Durov Speaks Out for the First Time Since Politically-Motivated Arrest (англ.). YouTube (9 июня 2025). Дата обращения: 19 июня 2025. Архивировано 18 июня 2025 года.
4. ↑  Павел Дуров поговорил с Такером Карлсоном. Главное из его интервью. BBC News (17 апреля 2024). Дата обращения: 19 июня 2025. Архивировано 19 июня 2025 года.
5. ↑  Главные заявления Павла Дурова в интервью Такеру Карлсону. Ведомости (9 июня 2025). Дата обращения: 19 июня 2025. Архивировано 11 июня 2025 года.
6. 1 2  Муратов, Рустам. Павел Дуров дал новое часовое интервью Такеру Карлсону. ORDA (10 июня 2025). Дата обращения: 19 июня 2025. Архивировано 19 июня 2025 года.
7. ↑  Павел Дуров дал второе интервью Такеру Карлсону. Холод (9 июня 2025). Дата обращения: 19 июня 2025. Архивировано 9 июня 2025 года.
8. 1 2 3 4  Павел Дуров дал интервью Такеру Карлсону. Главное. Правила жизни (9 июня 2025). Дата обращения: 19 июня 2025. Архивировано 10 июня 2025 года.
9. 1 2 3 4  Арест, нахождение в тюрьме, запрет шифрования: главное из интервью Дурова Такеру Карлсону. Фонтанка (9 июня 2025). Дата обращения: 19 июня 2025. Архивировано 18 июня 2025 года.
10. 1 2 3 4  Ринаева, Ирина. Павел Дуров в интервью Такеру Карлсону обрушился на политику Евросоюза: основатель Telegram раскрыл подробности своего ареста. Комсомольская правда (10 июня 2025). Дата обращения: 19 июня 2025. Архивировано 15 июня 2025 года.
11. 1 2  Гроцкая, Клавдия. Дуров дал второе интервью Такеру Карлсону: о претензиях Франции и что в России чувствовал себя свободнее. МОЙКА 78 (10 июня 2025). Дата обращения: 19 июня 2025. Архивировано 10 июня 2025 года.
12. 1 2  Артемова, Анастасия. Павел Дуров дал второе интервью Такеру Карлсону. Likeni (10 июня 2025). Дата обращения: 19 июня 2025. Архивировано 13 июня 2025 года.
13. ↑  СМИ Франции полностью проигнорировали интервью Павла Дурова журналисту Такеру Карлсону. ИНФОРМЕР (16 июня 2025). Дата обращения: 19 июня 2025. Архивировано 19 июня 2025 года.
14. ↑  Дуров заявил, что французские газеты проигнорировали его интервью с Карлсоном. Вести.ру (16 июня 2025). Дата обращения: 19 июня 2025. Архивировано 19 июня 2025 года.